# Empire Earth III
Empire Earth III – komputerowa strategiczna gra czasu rzeczywistego wyprodukowana przez Mad Doc Software i wydana w 2007 roku przez Sierrę Entertainment. Gracz kieruje w niej jedną z trzech cywilizacji, których celem jest panowanie nad światem. Rozgrywka obejmuje rozbudowę gospodarczą cywilizacji i walkę.